# Portrait de la journaliste Sylvia von Harden
Le Portrait de la journaliste Sylvia von Harden (en allemand : Bildnis der Journalistin Sylvia von Harden) est un tableau  peint par Otto Dix en 1926. C'est une peinture sur bois réalisée avec une technique mixte : huile et tempera.  Ses dimensions sont de 121 cm sur 89 cm. Ce tableau a été acheté à l’artiste en l'an 1961 par le musée national d'Art moderne (du futur centre Georges-Pompidou) à Paris.

## Description
Sur un fond rouge  et rosé, sans décor et sans ouverture, qui évoque l’angle d’un café, apparait une femme assise jambes croisées devant une table ronde. Elle est vêtue d’une robe à carreaux rouges et noirs à col montant. Elle tient une cigarette allumée dans la main droite tandis que la gauche repose sur la cuisse droite. Les doigts sont longs avec des os un peu saillants. Le visage est triangulaire avec un menton pointu. Un long nez à l’arête nette sépare les yeux entourés de cernes sombres. Elle porte un monocle sur l’œil droit. Les cheveux très bruns sont courts. Sur la peau pâle se détache la bouche légèrement entrouverte soulignée d’un rouge sombre. Cette femme porte des bas clairs dont on aperçoit le bord roulé sur la jambe droite.
Les pieds ne sont pas visibles, le portrait s’arrête à mi-mollet. Sur la table « bistrot » avec dessus en marbre blanc sont posés une boite à cigarettes marquée du nom Sylvia von Harden, une boîte d’allumettes portant un aigle germanique et un verre conique rempli aux trois quarts. Les formes rondes du mobilier « Art nouveau »  contrastent avec les formes géométriques du personnage et des objets.
Le personnage occupe globalement la moitié gauche du tableau. L’absence d’éléments décoratifs du fond accentue la « présence » forte du personnage, rien ne venant distraire le regard. La journaliste pose de trois-quarts et regarde de biais, entre le plan du tableau et celui, perpendiculaire, qui relie le spectateur au portrait.

## Otto Dix
L'artiste allemand Wilhelm Heinrich Otto Dix est né le 2 décembre 1891 à Untermhaus près de Gera. Il meurt le 25 juillet 1969 d’une congestion cérébrale à l’hôpital de Singen. C’est l’aîné des quatre enfants de Ernst Franz Dix, fondeur, et de Pauline Louise Dix, couturière.
Il entre très tôt en contact avec l’art : sa mère, jeune, écrivait des poèmes et un de ses cousins qui était peintre le prit parfois comme modèle. Dès l’école primaire, il est encouragé par son professeur de dessin, Ernst Schunke.
Plus tard, il suit un apprentissage de peintre décorateur et prend des cours de dessin le soir. De 1910 à 1914, il fréquente l’école des arts décoratifs de Dresde. Il découvre Van Gogh en 1912, les futuristes italiens en 1913 et les expressionnistes allemands en 1914. Engagé volontaire, il réalise de nombreux dessins, gouaches, autoportraits. En 1919, le conflit terminé, Otto Dix s'inscrit à l'académie des Beaux-Arts de Dresde.
Entre 1922 et 1925, à Düsseldorf, Otto Dix peint une série de portraits (dont certains représentent ses collègues ou amis) : la marchande d'objets d'art Johanna Ey, Heinrich Stadelmann, Karl Krall, Jankel Adler, Adolf Uzarski, Arthur Kaufmann, la famille Trillhaase, le petit Karl Schwesig. Il montre sa capacité à faire apparaître les caractéristiques propres à chacun.
Puis, installé à Berlin, il peint entre 1925 et 1927 plusieurs grands portraits. Celui de la danseuse Anita Berber, du poète Iwar Von Lücken, du marchand d'art Alfred Flechtheim, du  photographe Hugo Erfurth, du philosophe Max Scheler, du poète Theodor Däubler, du fabricant Julius Hesse, et en particulier celui de la journaliste Sylvia von Harden.

## Une rencontre
Sylvia von Harden (1894-1963) est née Sylvia Von Halle à Hambourg dans une famille de la bourgeoise catholique. Elle a fréquenté la « bohème » munichoise et berlinoise  avec le poète expressionniste Ferdinand Hardekopf. Elle écrit des articles littéraires et des poèmes, ce qui lui vaut d'être considérée par son entourage comme une intellectuelle émancipée. Otto Dix l'a croisée et remarquée au « Romanisches Café », lieu de rendez-vous du monde littéraire et artistique berlinois.
La rencontre entre le peintre et son modèle est rapportée par Sylvia von Harden dans des articles parus dans des journaux allemands et dans ses souvenirs publiés à la fin des années 1950 :
Il l’aurait abordée ainsi : 
« - Je dois vous peindre ! je le dois ! ». Sylvia von Harden s’étonne que le peintre veuille fixer « dans une peinture qui ne fera qu’horrifier chacun mais ne plaira à  personne, {ses} yeux sans éclat, {ses} oreilles tarabiscotées, {son} long nez au milieu d’un étroit visage blafard, {sa} maigre bouche qui est tout sauf attirante, {ses} longues mains, {ses} courtes jambes, {ses} gros pieds ».
Otto Dix aurait alors répondu : « Vous vous êtes caractérisée à merveille et tout cela ensemble donnera un portrait dans lequel vous représentez typiquement une époque, qui ne s’attache pas à la beauté extérieure d’une femme mais bien plus à son raffinement spirituel. Vous représentez l’idéalisme de notre génération».
La jeune femme se rendit donc à l’atelier d'Otto Dix. Elle raconte : « il m’assit sans un mot sur une chaise ornée devant une table ronde en marbre. Sans qu’il me donnât une position, je croisai mes jambes, roulai une cigarette entre mes doigts et appuyai mon bras sur les accoudoirs. Il posa un verre sur la table et mon étui à cigarettes à côté. Ainsi avait-il créé le style de mon type dont il se faisait une vague idée". Si tous les détails ne sont pas totalement vrais,  du moins l’ensemble est-il tout à fait vraisemblable.
Elle rapporte aussi que pendant trois semaines, elle alla poser quelques heures par jour, ce qui étant inhabituel pour elle, lui parut assez fatigant. Quand, le tableau terminé, elle vit son long visage, ses doigts étalés avec quelque affectation, sa robe à carreaux rouges et noirs, elle eut le sentiment que Dix avait réalisé une étrange peinture qui lui vaudrait certainement beaucoup d'admiration mais aussi beaucoup de critiques.

## Une époque
Dans les années 1920, après le traumatisme de la grande guerre, on assiste à  une sorte d’engouement pour la nouveauté, d’appétit pour les fêtes et les spectacles divers. Cela ne touche, bien sûr, qu’une infime partie de la population : celle qui n’est pas écrasée par la misère de l’après-guerre. En France, ce sont « les années folles ».
Le changement dans les mentalités s’exprime par des ruptures avec les conventions et une modification des codes sociaux. Les femmes, tout particulièrement, ont la volonté de sortir des conformismes qui leur étaient jusque-là imposés. Le style « garçonne » apparait. Elles portent les cheveux courts, raccourcissent leurs robes, fument, font de l’aviation, du tennis, ou bien encore du journalisme comme Sylvia Von Harden.
Sylvia Von Harden manifeste cet état d’esprit propre à son temps, c’est pourquoi probablement Otto Dix la remarque et souhaite la peindre. Il affirmera plus tard : « mon vœu est d’être le plus étroitement possible proche de notre époque ». Si toutefois la journaliste incarne une certaine modernité féminine, ses traits grossiers ne sont pas anodins. La critique d'Otto Dix vis-à-vis de ces modifications sociales semble bien ambivalente. Les mains de la journaliste sont épaisses, comme celles d'un homme, la féminité n'est pas mise en avant, on est loin de l'image garçonne d'une Louise Brooks. Le corps osseux est dissimulé sous des habits épais, les bas sont négligés, l'attitude et la postures sont très masculines.

## Un parti-pris de peintre
Les catégories traditionnelles du beau et du laid n’ont pas (ou peu) d’importance pour Otto Dix. Il dit, à la fin de sa vie, en 1969 - alors qu'il a souvent entendu des interrogations voire des reproches quant à une certaine complaisance à peindre la laideur - : «…Je  n’étais pas à ce point avide de peindre la laideur. Tout ce que j’ai vu, en fait, est beau… ».
Il est sensible à la complexité des êtres aussi bien qu'à celle des phénomènes et il l’exprime ainsi : « Oui, il y a une sorte de jouissance dans le grotesque, à voir que tout en ce monde est dialectique ! Que les contraires se rejoignent ! Ici la solennité et tout à côté le comique. Que ces choses-là soient aussi proches, c’est en quelque sorte … hum, ce n’est pas une découverte que j’aurais faite seul, mais il m’a semblé qu’elles allaient de pair ? non, ce fut pour moi une volupté que la vie soit faite ainsi ; oui, c’est bien cela, que tout ne soit pas simplement tout rose et ni merveilleux » (p80).
Pour les portraits qu’il réalise, ce qui l’intéresse ce n’est pas une beauté flatteuse ce sont, au contraire, les traits saillants ou particuliers d’une personnalité qu’il essaie de saisir et d’exprimer.  Ces particularités mêmes qui,  dès l'abord, suscitent son intérêt : « lorsque je dis à quelqu’un que j’aimerais le peindre, j’ai déjà en moi son portrait … la personne qui ne m’intéresse pas, je ne la peins pas ». Ceci est particulièrement net dans le portrait de Sylvia Von Harden. Pour Dix, l'art doit être utile de quelque façon et surtout refléter une vision particulière.
Pour dégager l'essentiel, ne pas se perdre dans trop de détails et accentuer ce qu’il perçoit de plus caractéristique, il lui faut s’éloigner un peu du modèle. Il explique lui-même que souvent il termine un portrait sans le modèle : « La plupart du temps,  je fais devant le modèle un dessin fidèle, puis après la transposition sur la toile, vient le fond mais toujours d’après le modèle. C’est après, qu’a lieu le véritable travail : peindre sans le modèle… C’est beaucoup plus juste…  ».
Il parle ainsi de l’art du portrait : « Tout bon portrait repose sur une apparence ; l’être de chacun s’exprime dans son apparence ; l’extérieur est l’expression de l’âme ; c’est-à-dire que l’extérieur et l’intérieur ne font qu’un… L’apparence des choses m’importe, car en reproduisant l’apparence extérieure, c’est l’intérieur qu’on saisit en même temps. La première impression est la bonne et il faut la garder dans toute sa spontanéité. Le reste, l’intérieur vient de lui-même ».
Dans l’analyse fine et précise qu’il fait de l’apparence extérieure, son attention se porte sur la physionomie, les gestes, les mains et surtout le visage avec son expression particulière.
Il place souvent ses personnages dans un  décor réduit à quelques objets qui les caractérisent ou à un fond de couleurs nuancées qui fait écho au personnage. Le portrait de Sylvia Von Harden est un exemple particulièrement représentatif.

## Couleur et Technique
Couleur
Otto Dix étudia le Traité des couleurs de Gœthe. Il est fasciné par la transparence des couleurs obtenue grâce à la technique  « a tempera ». C’est la diversité des nuances qui le préoccupe en premier lieu et leurs correspondances respectives.
Il explique : « … si j’utilise ici un rouge, n’est-ce pas qui est froid et ensuite du bleu à côté, ce rouge froid devient  chaud. Et ce phénomène, cette transformation de la couleur, ce n’est pas quelque chose de permanent mais c’est quelque chose qui au contraire se modifie constamment. Maintenant jetez un coup d'œil sur ce rouge seul, tout à coup ce rouge est tout autre, vous comprenez ? C’est une fluctuation  permanente. C’est l’œil qui, à vrai dire,  produit les couleurs  … »
Ou encore : « …pas seulement la forme, la couleur, elle aussi, est de la plus grande importance, car elle est un moyen d’exprimer l’individualité. Chaque personne a sa couleur caractéristique dont l'effet s'étend au tableau tout entier ».
Le rouge dominant dans le portrait de la journaliste est donc la couleur qu’il associe à la personnalité de Sylvia Von Harden. Le rouge est très présent ailleurs dans les tableaux d'Otto Dix. Couleur exclusive ou dominante dans (entre autres) :
- « Guerrier mourant » de 1913 crayon et encre de Chine rouge
- « Prostituée » de 1913, crayon et encre de Chine rouge
- « Autoportrait en soldat » de 1914
- « Femme enceinte » de 1919 (personnage rouge sur fond bleu)
- « Tête rouge »  de 1919 (autoportrait)
- « La Folle » de 1925
- « Portrait de la danseuse Anita Berber » de 1926
- « La Famille du peintre » de 1927 (Otto, Martha, Nelly et Ursus)
- « La Grande ville » de 1927-28 (fond de la partie centrale de ce grand triptyque)
- « Portrait de Martha » de 1928 (un autre de la même année est à dominante bleue).

Le rouge est une couleur organique (sang, viscères, intérieur du corps), elle est familière à Otto Dix qui, durant son expérience de la guerre, a observé beaucoup de corps blessés, déchirés. Il a fait de nombreux dessins et peintures sur ce thème. Cette couleur a aussi souvent une connotation de force, de violence voire d’agressivité. Du moins, dans nos sociétés à l’époque moderne car la symbolique des couleurs, variable avec temps et l’espace est éminemment culturelle.
Ici, la violence et la force portées par le rouge pourraient être celles de la volonté que manifeste Sylvia Von Harden de rompre avec les préjugés et d’affirmer sa personnalité.
Technique
Lorsqu'il arrive à Dresde en 1919, Otto Dix fait, au musée et au cabinet des dessins, où les œuvres sont peu nombreuses mais de toute première importance, une étude intensive des maîtres allemands et néerlandais de la fin du XVe et du XVIe siècle. Ceux-ci l'influencèrent toute sa vie (p118).
Lorsqu'il obtient le prix Rembrandt de la fondation Gœthe à Salzbourg en 1968, il déclare : « je ne suis pas un élève privilégié de Rembrandt mais plutôt de Cranach, de Dürer et de Grünewald » (qui le fascine particulièrement) (p140).
Otto Dix est pratiquement le seul, à son époque, à se servir de la technique au glacis des maîtres anciens. Sa technique très originale - à l'opposé de celle des impressionnistes et expressionnistes - consiste en un mélange de tempera à l'œuf et de peinture à l'huile, enrichie d'innombrables couches de glacis. C'est  un procédé long et difficile qui exige un travail infini. Il décrit lui-même en détail sa pratique en prenant l'exemple du portrait qu'il fait d'Alfred Flechtheim en 1926.
La superposition de fines couches de couleurs transparentes ou semi-transparentes provoque une sorte d'instabilité et de vibration des couleurs. En même temps cette technique permet la très grande précision recherchée par le peintre. L'acuité et la précision qu'il recherche manifestent la volonté qui prime pour lui : celle de faire un constat. Il dira, plus tard : "Crois en tes yeux…" et "Le peintre n'évalue pas, il regarde".
"Les portraits de Dix sont d'un réalisme immédiat et s'ancrent manifestement, de par leur conception, dans le type développé depuis le début de la Renaissance, du portrait individuel hyper-précis" (p52).
La technique des maîtres anciens était pour Otto Dix la garantie de clarté, de prévisibilité et donc d'une compréhension plus facile de la composition. Il fait cette remarque : "Je suis pour les formes et les affirmations sèches. Je trouve le contour important qui place les choses dans l'espace avec une dure cruauté".
Il utilisera cette technique de 1921 environ jusqu'en 1943, où il l'abandonnera pour une peinture "sans entrave".

## Otto Dix et les «courants»
1919 Otto Dix fonde avec Conrad Felixmüller et Lasar Segall le groupe d’inspiration expressionniste  « Dresdner Sezession – groupe 19 » (Sécession de Dresde – groupe 19)  - qui prendra fin en 1925. En 1920, il participe à la première foire Dada et collabore à l’exposition "Expressionnistes allemands". En 1924, il devient membre de « Berliner Sezession ». En 1921 (ou 1923 ?) Dix entre en contact avec le groupe « Das Junge Rheinland »  (la Jeune Rhénanie) fondé en 1919.
Le critique Gustav Hartlaub invente le terme de « Die Neue Sachlichkeit » (la Nouvelle Objectivité) en 1925, lors d’une exposition qu’il organise. Il considère que le travail de Otto Dix s’inscrit dans ce qu’il désigne comme « l’aile gauche vériste » de la Nouvelle Objectivité.
Les peintres de « Die Neue Sachlichkeit » se veulent des témoins de leur époque, ils cherchent à peindre sans sentimentalité aucune, de la manière la plus froide, sans volonté esthétisante - c'est ce que nous voyons à l'œuvre dans le portrait de Sylvia Von Harden-. Tous entendent « déchirer systématiquement le voile de la beauté par des dissonances ».
En 1928, le groupe « Rheinnische Sezession » (Sécession Rhénane) est fondé à Düsseldorf pour succéder à « Das Junge Rheinland ». Otto Dix et d’autres peintres fêtent l’événement. Pourtant, si Otto Dix a côtoyé les différents "courants" qui ont traversé les arts plastiques du XXe siècle, s'il a participé à certains, il n'a été inféodé à aucun. Il a cherché d'emblée, à trouver ses  moyens et formes d'expression propres.

## Otto Dix et les critiques d’art
Dans les années 1920, Otto Dix reçoit l‘appui des critiques les plus en vue de la république de Weimar. En 1922, Wili Wolffradt qualifie ses œuvres « d’extraordinairement puissantes » marquant au fer rouge les spectateurs.
Carl Einstein souligne la vraie nouveauté et la véritable révolte d'Otto Dix et le classe parmi les artistes qui "pulvérisent le réel avec une objectivité prégnante, lèvent le voile sur l’époque et la contraignent à l’autodérision".
« Les critiques attribuaient à Otto Dix une « objectivité » au sens de prise de conscience sans égards, certains l’ont considéré comme un fanatique de la « vérité impitoyable » (Neue Zürcher Zeitung, 1929) … mais on négligea de se demander comment Otto Dix représentait cette réalité et avec quelle genre de subjectivité il l’approchait. Ses tableaux expriment-ils vraiment une interprétation négative et laide de la société ou ont-ils une autre intention ?".

## Postérité
Ce tableau a été souvent reproduit et maintes fois exposé.
Parmi les expositions récentes :
- Der Potsdamer Platz - Ernst Ludwig Kirchner und der Untergang Preußens, Berlin (Allemagne), Staatliche Museen zu Berlin - Preussischter Kulturbesitz, 27 avril 2001-12 août 2001 ;
- Der stärkte Ausdruck unserer Tage. Neue Sachlichkeit in Hannover, Hanovre (Allemagne), Sprengel Museum, 9 décembre 2001-10 mars 2002 ;
- Otto Dix, d'une guerre à l'autre, Paris, musée national d'Art moderne, 15 janvier 2003-17 mars 2003 ;
- Rouge cabaret : le monde effroyable et beau d'Otto Dix, Montréal, Musée des beaux-arts, 2010 ;
- Présentation des collections permanentes, Paris, musée national d'Art moderne, 1er février 2010-1er février 2012 ;
- Modernités plurielles 1905-1970, Paris, musée national d'Art moderne, octobre 2013-septembre 2015.

## Proximités
- Christian Schad peint, en 1928, une huile sur toile :  "Sonja"  ;  c'est le portrait d'une jeune femme allemande, Albertine Herda surnommée Sonja, brune aux cheveux courts assise seule à une table au "Romanisches Café", jambes croisées, cigarette à la main et paquet posé sur la table, visage allongé et yeux importants, le tout évoquant inévitablement le portrait de Sylvia Von Harden.
- August Sander réalise, en 1931, une photo  : "Lila, secrétaire de station de radio de Cologne" : portrait d'une jeune femme brune aux cheveux courts, assise sur une chaise, faisant écho au tableau d'Otto Dix.
- Le tableau est cité dans le film "Cabaret" (1972) de Bob Fosse.
- Erwin Blumenfeld réalise le portrait photographique  d'une jeune femme  (exposée du 27 octobre au 26 novembre 1988) qui n'est pas sans rappeler celui de Sylvia Von Harden.
- Antony Freestone, en hommage à Otto Dix, peint en 1987, le "Portrait de Madame Helga Dubuc sous la forme d'un remake du portrait de Sylvia Von Harden par Otto Dix".
- Une pièce de théâtre " Le monocle ", texte et mise en scène de Stéphane Ghislain Roussel, s'inspire du personnage de Sylvia Von Harden et l'acteur : Luc Schiltz est photographié devant le tableau en 2013 en tentant de ressembler au portrait peint par Otto Dix.
- Le portrait de Sylvia Von Harden est utilisé par de nombreux amateurs dans la mise en scène consistant à imiter un portrait célèbre (pose, attitude et vêtements), se faire photographier puis mettre la photo en regard du portrait célèbre.